# 1882

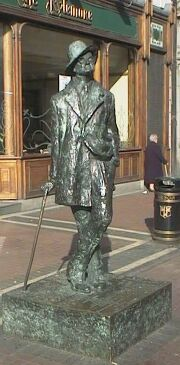
Beeld van James Joyce in Dublin.

Het jaar 1882 is het 82e jaar in de 19e eeuw volgens de christelijke jaartelling.

## Gebeurtenissen
januari
- 1 - Leon Pinsker, een Pools-Russische Joodse arts, schrijft het pamflet “Autoemanzipation” (Zelf-Emancipatie, waarin hij de Joden oproept zichzelf te bevrijden van discriminatie en vervolging door vestiging in een eigen land. De Joodse trek naar Palestina komt op gang.
- 19 - Begin van de ergste beurskrach in de Franse economie in de negentiende eeuw. Gauguin en Schuffenecker verloren hierdoor hun goed betaalde baan als beurshandelaar.

februari
- 20 - De "burgervaojer" van Oeteldonk,  Peer vaan den Muggenheuvel tot den Bobberd, komt voor het eerst aan in "zijn" plattelandsdorp. Begin van de moderne carnavalstraditie in 's-Hertogenbosch.
- 20 - In Londen wordt de Society for Psychical Research opgericht om onbevooroordeeld onderzoek te doen naar spiritisme en andere paranormale verschijnselen.

maart
- 19 - start bouw van de Sagrada Família in Barcelona.
- 21 - Eerste kaasmarkt in Bodegraven.
- 24 - Robert Koch maakt zijn ontdekking van de bacterie die tuberculose veroorzaakt wereldkundig.

april
- 1 - In Hongarije breekt de Tiszaeszlàr-affaire uit: een moordzaak die uitmondt in een antisemitisch complot.
- 3 - De Amerikaanse outlaw Jesse James wordt doodgeschoten.
- 10 - Het stoffelijk overschot van Louis Brion wordt van Curaçao overgebracht naar het Panteón Nacional in de hoofdstad van Venezuela, Caracas.
- 23 - Een Franse maatschappij begint met het graven van het Kanaal van Korinthe.
- 25 - De Franse kapitein der mariniers Henri Rivière verovert de Citadel van Hanoi.

mei
- 6 - De Britse hoge vertegenwoordiger in Dublin Lord Cavendish en zijn secretaris Burke worden tijdens een wandeling in Phoenix Park vermoord.
- 20 - Duitsland sluit met Oostenrijk-Hongarije en Italië de Driebond. Deze komt naast de alliantie van Duitsland, Oostenrijk-Hongarije en Rusland.
- 22 - De 206 kilometer lange Gotthardspoorlijn dwars door Zwitserland wordt geopend.

juni
- 1 - Officiële opening van de Spoorlijn Immensee - Chiasso met de Gotthardtunnel, waarvan de aanleg 300 arbeiders het leven heeft gekost.

juli
- 5 - Uit Amsterdam vertrekt het stoomschip Varna met de deelnemers aan de Nederlandse poolexpeditie 1882-83. Doel is Port Dixon.
- 11 tot 13 - Een eskader van de Britse Middellandse Zeevloot voert een bombardement uit op de haven van Alexandrië, waar de Egyptische kapitein Ahmed Urabi zich heeft verschanst.
- 26 - In het Festspielhaus te Bayreuth gaat de opera Parsifal in première.

september
- 4 - Thomas Edison schakelt 's werelds eerste elektriciteitsvoorziening in, waarmee hij 59 klanten rond zijn Pearl Street Station in beneden Manhattan van 110 volt gelijkstroom voorziet.
- 13 - Britse mariniers bezetten het Suezkanaal en maken een einde aan de revolte van Urabi. Begin van het protectoraat over Egypte, dat formeel tot 1922 maar feitelijk tot 1936 zal duren.

oktober
- 23 - Op de voormalige Surinaamse plantage Mariënburg wordt door de Nederlandsche Handel-Maatschappij een suikerfabriek geopend die het suikerriet van de omliggende plantages moet verwerken. Voor de aanvoer van het suikerriet is een twaalf kilometer lange spoorweg aangelegd, de eerste spoorverbinding in Suriname.

december
- 2 - Opening van het Aquariumgebouw van Artis.
- 22 - Edward H. Johnson, vicepresident van de Edison Electric Light Company, toont in zijn woning de eerste elektrisch verlichte kerstboom.

zonder datum
- Franz von Stuck richt samen met Wilhelm Trübner de Münchener Sezession, deel uitmakende van de jugendstil, op, wat in de volgende jaren internationale navolging zal vinden.
- Het parfum Fougère Royale wordt door de Franse parfumeur  Paul Parquet van parfumhuis  Houbigant ontworpen. Hij is de eerste die coumarine grootschalig toepast in een parfum.
- Jigoro Kano sticht in Tokio de eerste judoschool.
- Nederland plaatst het Balinese koninkrijk Buleleng onder direct koloniaal bestuur.

## Muziek
- Johannes Brahms componeert zijn Gesang der Parzen, Opus 89
- Claude Debussy componeert Nocturne en Scherzo voor cello en piano
- 6 december - De operette Der Bettelstudent van Carl Millöcker voor het eerst opgevoerd in Wenen
- Nikolaj Rimski-Korsakov componeert zijn piano concerto op. 30
- 31 augustus: Eerste uitvoering van Psyche van Niels Gade

## Beeldende kunst

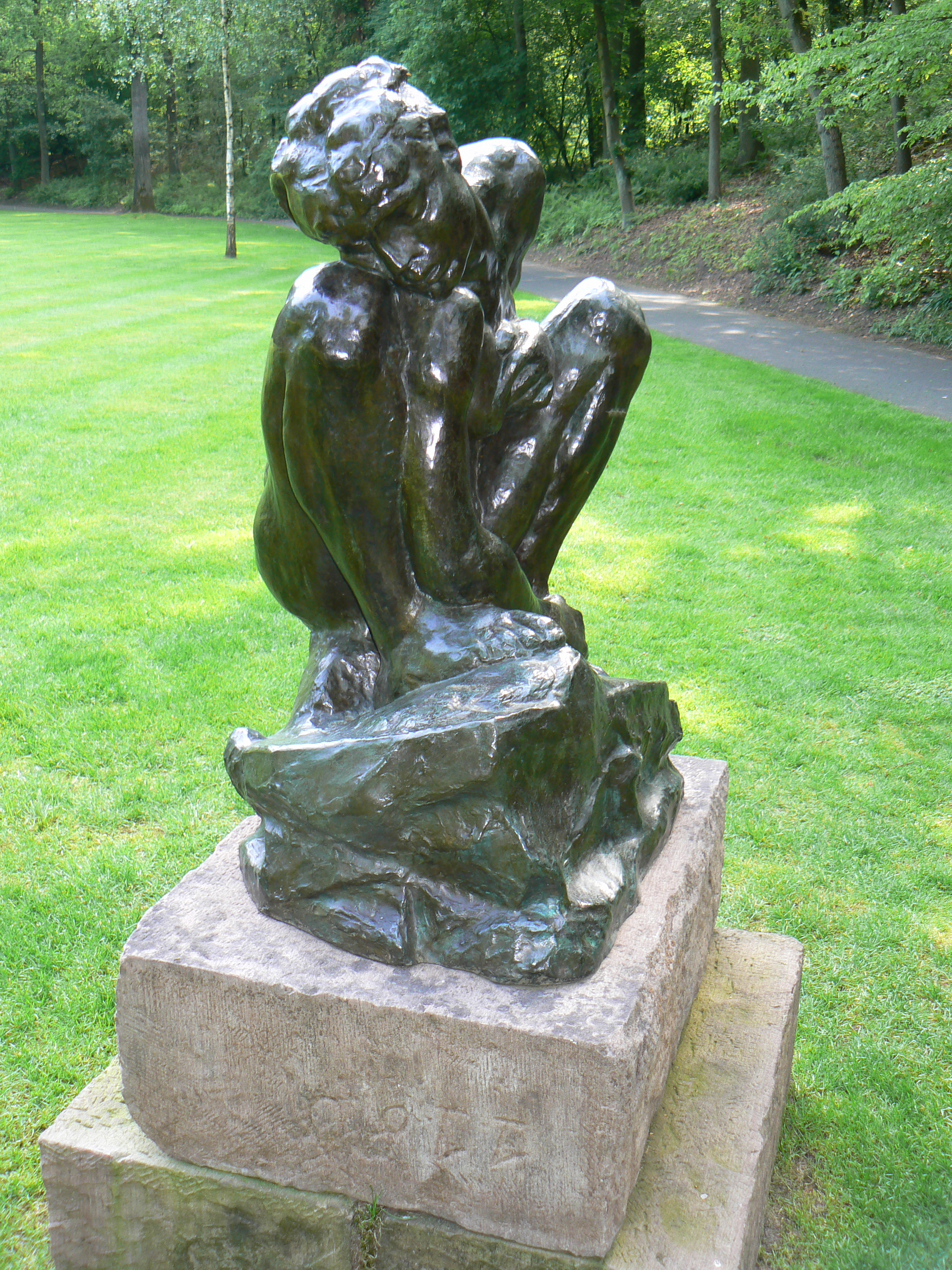
Femme accroupie, Beeldenpark van het Kröller-Müller Museum, Auguste Rodin
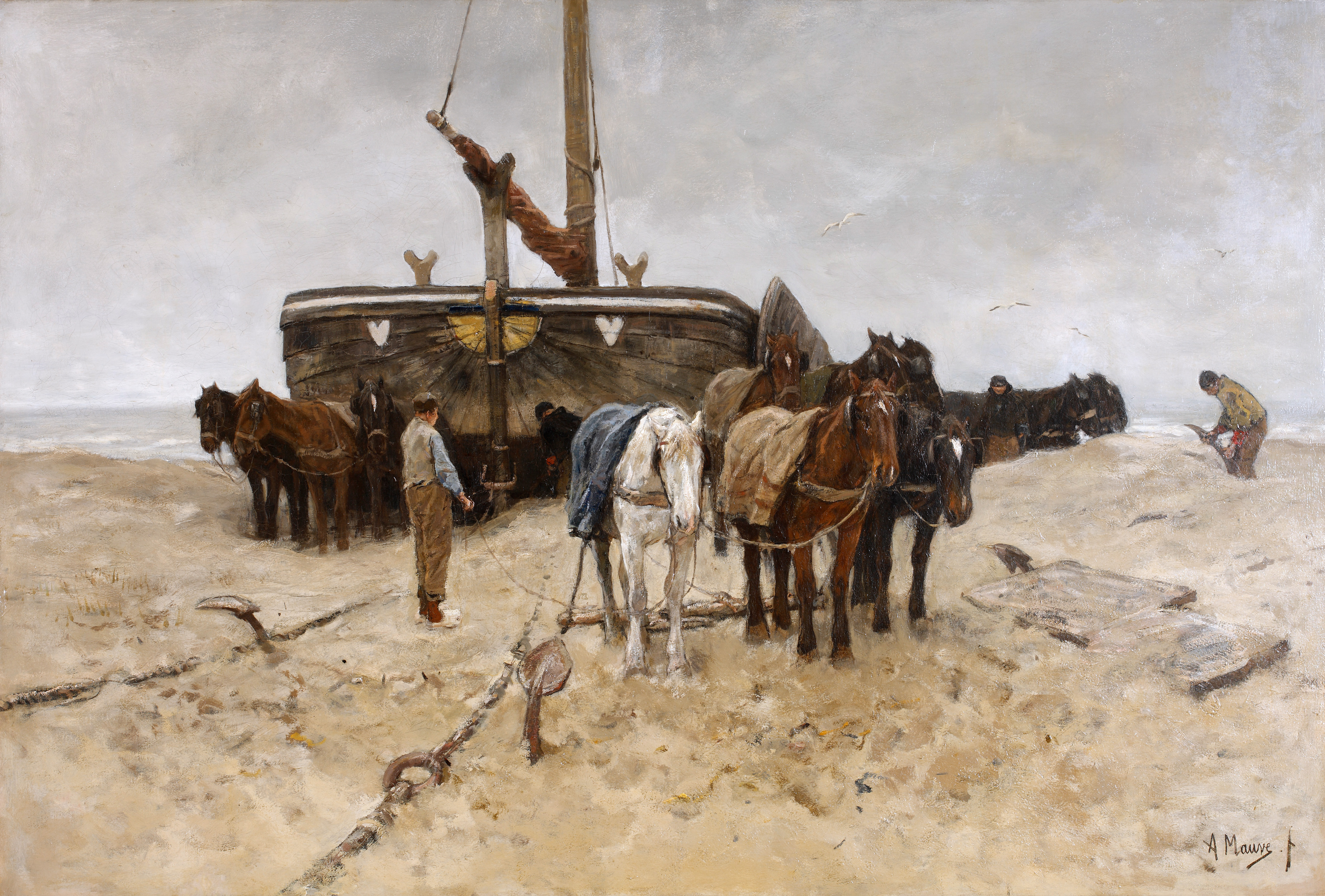
Bomschuit op het strand, 1882, Gemeentemuseum Den Haag, Anton Mauve

## Bouwkunst
- Het aquarium van Artis, naar ontwerp van de architecten G.B. en A. Salm komt gereed en is op dat moment het grootste en modernste aquarium ter wereld.
- De bouw van de Sagrada Família gaat van start.

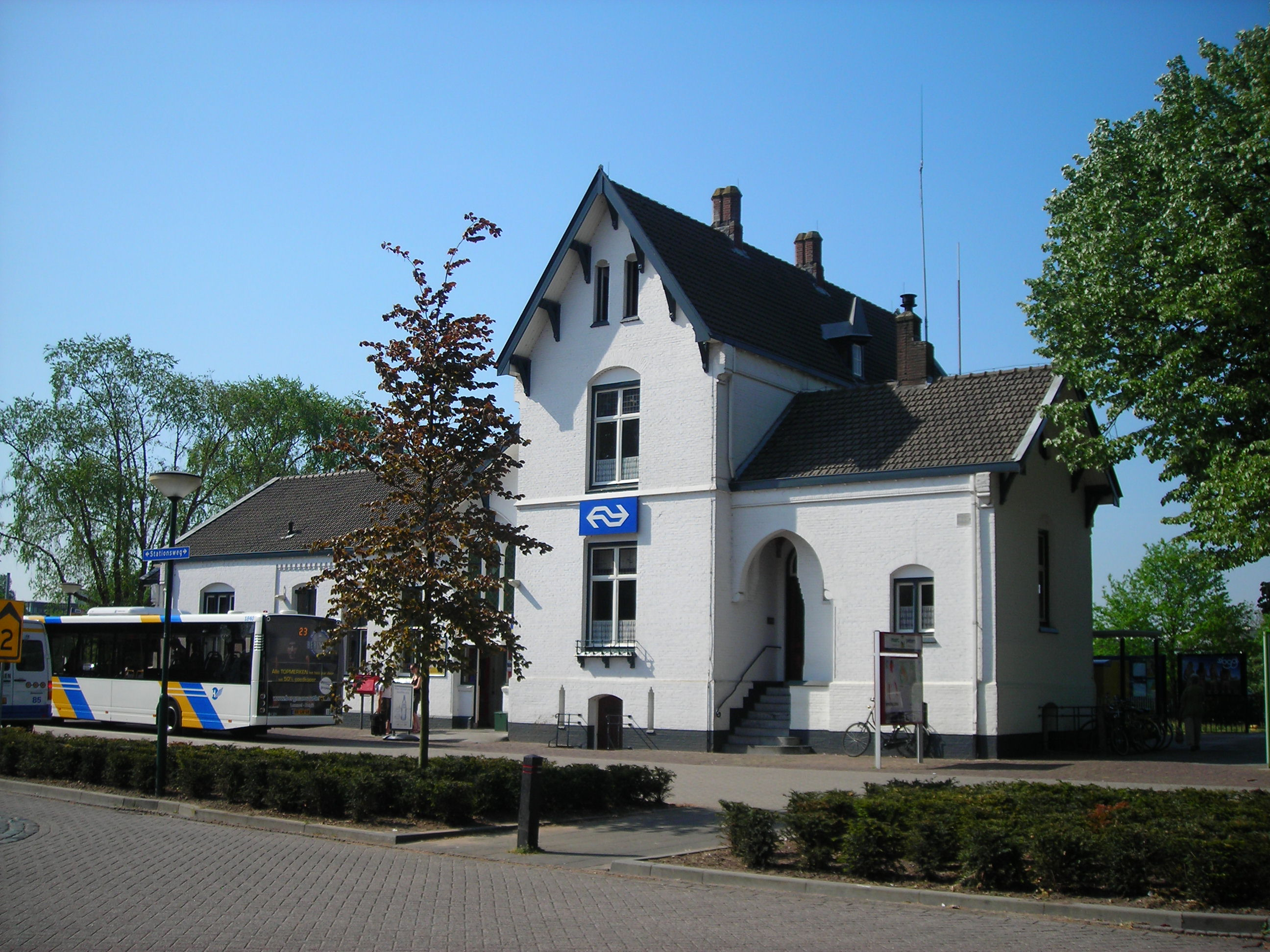
Station Boxmeer (1882) M.A. van Wadenoyen
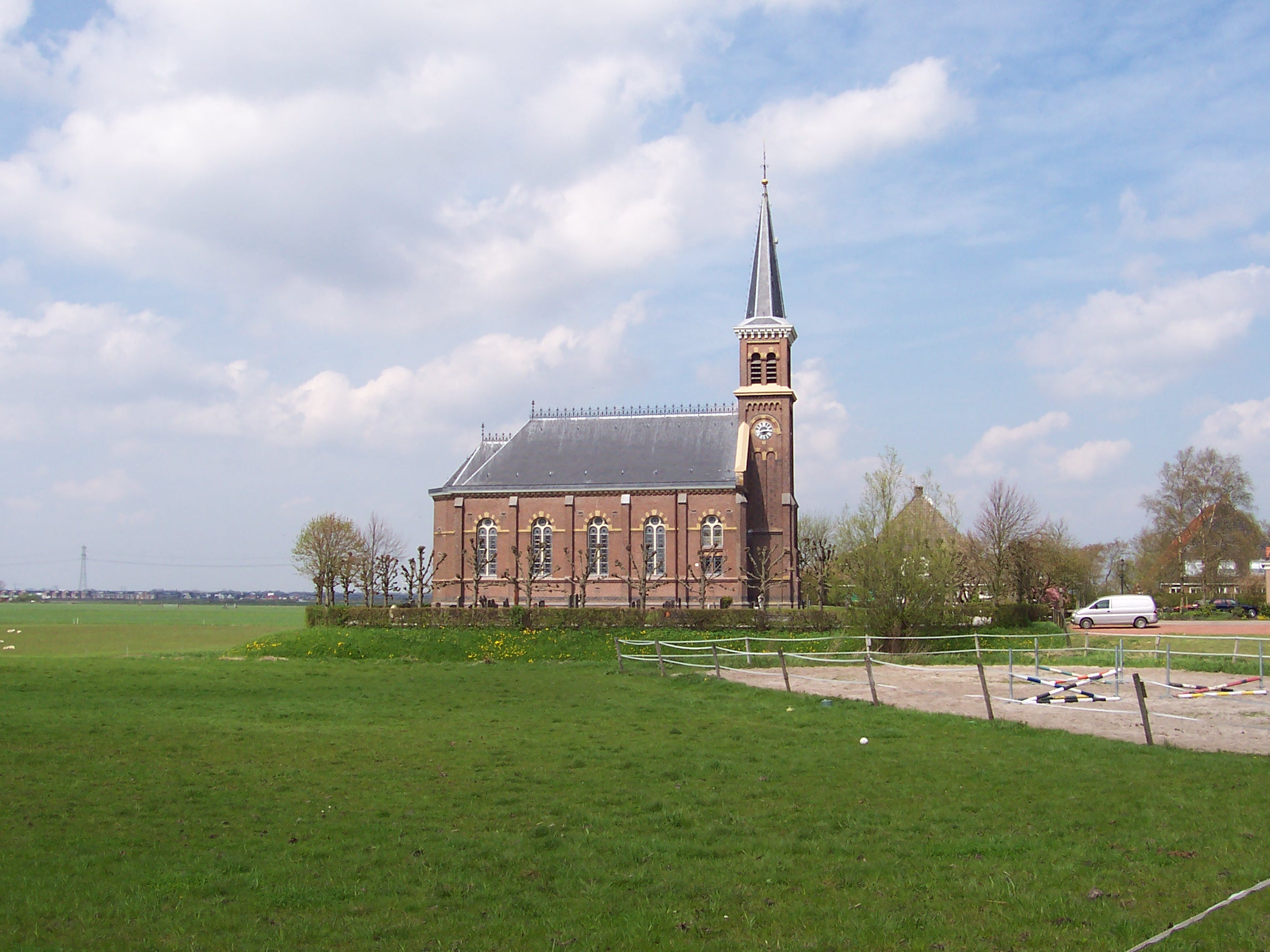
Hervormde kerk Warstien, Friesland (1882) Hendrik Hendriks Kramer

## Geboren

### januari
- 4 - Edmond Mariën, Belgisch verzetsstrijder in de Eerste Wereldoorlog (overleden 1917)
- 13 - Alois Hitler jr., Oostenrijks halfbroer van Adolf Hitler (overleden 1956)
- 14 - Jan Jacob Thomson, Nederlands predikant en letterkundige (overleden 1961)
- 18 - G.H. 's-Gravesande, Nederlands letterkundige en journalist (overleden 1965)
- 18 - A.A. Milne, Engels schrijver (overleden 1956)
- 20 – Andreas van Griekenland, Griekse prins (overleden 1944)
- 25 - Virginia Woolf, Brits schrijfster en feministe (overleden 1941)
- 28 - Jan Thierens, Nederlands elektrotechnisch ingenieur en hoogleraar (overleden 1967)
- 30 - Franklin Delano Roosevelt, 32ste president van de Verenigde Staten (overleden 1945)

### februari
- 1 - Louis Saint-Laurent, Canadees premier (overleden 1973)
- 2 - Friedrich Dollmann, Duits generaal (overleden 1944)
- 2 - James Joyce, Iers schrijver (overleden 1941)
- 2 - Knut Lindberg, Zweeds atleet (overleden 1961)
- 6 - Walter Jakobsson, Fins kunstschaatser (overleden 1957)
- 7 - Emil Jørgensen, Deens voetballer (overleden 1947)
- 8 - George Siegmann, Amerikaans acteur en filmregisseur (overleden 1928)
- 10 - Carolus Poma, Belgisch politicus (overleden 1962)
- 16 - Pierre Diriken, Belgisch politicus en burgemeester (overleden 1960)
- 17 - Joris van den Bergh, Nederlands journalist (overleden 1953)
- 24 - Eugen Freiherr von Lotzbeck. Duits ruiter (overleden 1942)
- 25 - Carlos Brown, Argentijns voetballer (overleden 1926)
- 28 - José Vasconcelos, Mexicaans filosoof en politicus (overleden 1959)

### maart
- 7 - Gerrit van Weezel, Nederlands componist en dirigent (overleden 1942)
- 20 - René Coty, Frans president (overleden 1962)
- 22 - Cécile Cauterman, Belgisch kunstschilderes (overleden 1957)
- 22 - Henri van Wermeskerken, Nederlands journalist en (toneel)schrijver (overleden 1937)
- 27 - Leen Potappel, bekend figuur binnen het bevindelijk deel van kerkelijk Nederland (overleden 1953)

### april
- 1 - Paul Anspach, Belgisch schermer en sportbestuurder (overleden 1981)
- 11 - Paul Reymer, Nederlands politicus (overleden 1952)
- 14 - Moritz Schlick, Duits filosoof (overleden 1936)
- 18 - Julius Edgar Lilienfeld, Oostenrijks-Hongaars natuurkundige (overleden 1963)
- 18 - Leopold Stokowski, Brits dirigent (overleden 1977)
- 21 - Percy Williams Bridgman, Amerikaans natuurkundige en Nobelprijswinnaar (overleden 1961)
- 29 - Hendrik Werkman, Nederlands kunstdrukker (overleden 1945)

### mei
- 1 - Bernhard Schapiro, Lets-Zwitserse arts, zionist en androloog (overleden 1966)
- 5 - Douglas Mawson, Australisch geoloog en poolonderzoeker (overleden 1958)
- 5 - Maurice Peeters, Nederlands wielrenner (overleden 1957)
- 6 - Georgi Atanasov, Bulgaars componist (overleden 1931)
- 6 - Wilhelm van Pruisen, laatste kroonprins van het keizerrijk Duitsland (overleden 1951)
- 7 - Willem Elsschot, Vlaams schrijver, pseudoniem van Alfons-Jozef De Ridder (overleden 1960)
- 12 - Piet Bron, Nederlands acteur (overleden 1973)
- 13 - Georges Braque, Frans kunstschilder (overleden 1963)
- 20 - Sigrid Undset, Noors schrijfster en Nobelprijswinnaar (overleden 1949)

### juni
- 6 - Frits Meuring, Nederlands zwemmer (overleden 1973)
- 9 - Bobby Kerr, Canadees atleet (overleden 1963)
- 15 - Ion Antonescu, Roemeens maarschalk en fascistisch politicus (overleden 1946)
- 17 - Igor Stravinsky, Russisch componist en dirigent (overleden 1971)
- 21 - Arie de Jong, Nederlands schermer (overleden 1966)
- 22 - Nescio, Nederlands schrijver, pseudoniem van Jan Hendrik Frederik Grönloh (overleden 1961)
- 23 - Elizabeth de Clercq, Nederlands bibliothecaresse (overleden 1960)
- 24 - Johan Fredrik Rootlieb, Nederlands organist (overleden 1973)
- 30 - Heinrich Riso, Duits voetballer (overleden 1953)

### juli
- 3 - Dirk Lotsij, Nederlands voetballer (overleden 1965)
- 4 - Cor van der Lugt Melsert, Nederlands acteur en toneelleider (overleden 1969)
- 4 - Louis B. Mayer, Amerikaans filmproducent (overleden 1957)
- 4 - Kurt von Schleicher, Duits generaal en politicus (overleden 1934)
- 17 - James Somerville, Brits admiraal (overleden 1949)
- 22 - Edward Hopper, Amerikaans kunstschilder (overleden 1967)

### augustus
- 6 - Gerrit Hendrik Kersten, Nederlands politicus, theoloog en predikant (overleden 1948)
- 16 - P.H. Ritter jr., Nederlands letterkundige (overleden 1962)
- 26 - Johannes Lindeboom, Nederlands kerkhistoricus en rector magnificus van de Rijksuniversiteit Groningen (overleden 1958)
- 26 - James Franck, Duits-Amerikaans natuurkundige en Nobelprijswinnaar (overleden 1964)
- 28 - Mart Saar, Estisch componist (overleden 1963)
- 31 - Harry Porter, Amerikaans atleet (overleden 1965)

### september
- 1 - Reep verLoren van Themaat, Nederlands civiel ingenieur (overleden 1982)
- 8 - Frans Ghijsels, Nederlands architect en stedenbouwkundige (overleden 1947)
- 12 - Ragnvald Blix, Noorse illustrator, tijdschriftredacteur en karikaturist (overleden 1958)
- 16 - Freda Du Faur, Australisch alpiniste (overleden 1935)
- 16 - August de Laat, Nederlands zanger (overleden 1966)
- 21 - Alf Hurum, Noors componist en kunstschilder (overleden 1972)
- 22 - Wilhelm Keitel, Duits veldmaarschalk (overleden 1946)
- 23 - Fernand Augereau, Frans wielrenner (overleden 1958)
- 30 - Hans Wilhelm Geiger, Duits uitvinder van de geigerteller (overleden 1945)

### oktober
- 3 - George Nevinson, Brits waterpoloër (overleden 1963)
- 4 - Oskar Nielsen-Nørland, Deens voetballer (overleden 1941)
- 5 - Robert Goddard, Amerikaans ruimtevaartpionier (overleden 1945)
- 16 - Jimmy Hogan, Engels voetballer en voetbalcoach  (overleden 1974)
- 18 - Lucien Petit-Breton, Frans wielrenner (overleden 1917)
- 19 - Umberto Boccioni, Italiaans schilder en beeldhouwer (Futurisme) (overleden 1916)
- 19 - Maximiliano Hernández Martínez, Salvadoraans dictator (overleden 1966)
- 20 - Béla Lugosi, Amerikaans-Hongaars acteur (overleden 1956)
- 30 - Günther von Kluge, Duits generaal (overleden 1944)

### november
- 11 - Gustaaf VI Adolf van Zweden, Zweeds koning (overleden 1973)
- 13 - Jozef Cardijn, Belgisch kardinaal; stichter KAJ (overleden 1967)
- 26 - Kai Nielsen, Deens beeldhouwer (overleden 1924)

### december
- 2 - Jan Boon, Nederlands kunstenaar (overleden 1975)
- 4 - Doe Hans, Nederlands journalist (overleden 1946)
- 8 - Manuel Ponce, Mexicaans componist (overleden 1948)
- 9 - Louis Bouwmeester, Nederlands soloviolist (overleden 1931)
- 10 - Otto Neurath, Oostenrijks filosoof, econoom en socioloog (overleden 1945)
- 11 - Max Born, Duits/Brits wis- en natuurkundige en Nobelprijswinnaar (overleden 1970)
- 12 - Akiba Rubinstein, Pools schaakgrootmeester (overleden 1961)
- 16 - Zoltán Kodály, Hongaars componist (overleden 1967)
- 16 - Walther Meissner, Duits natuurkundige (overleden 1974)
- 19 - Walter Braunfels, Duits componist en muziekhoogleraar (overleden 1954)
- 22 - Hiram Tuttle, Amerikaans ruiter (overleden 1956)
- 25 - Philip Pinkhof, Nederlands journalist en theatertekstschrijver (overleden 1956)
- 28 - Arthur Eddington, Brits astronoom (overleden 1944)

### datum onbekend
- Mohammed Abdelkrim El Khattabi, Marokkaanse vrijheidsstrijder (overleden 1963)

## Overleden
januari
- 20 - John Linnell (89), Engels kunstschilder
- 28 - Alexander Hugo Bakker Korff (57), Nederlands kunstschilder

februari
- 12 - Thomas van Leent (74), Nederlands kunstschilder
- 15 - Henry Trigg (90), West-Australisch pionier en koloniaal ambtenaar

april
- 3 - Jesse James (34), Amerikaans 'outlaw'
- 9 - Dante Gabriel Rossetti (53), Engels dichter en kunstschilder
- 19 - Charles Robert Darwin (73), Brits bioloog, grondlegger van de huidige evolutietheorie

juni
- 2 - Giuseppe Garibaldi (74), Italiaans vrijheidsstrijder

augustus
- 13 - Sekhukhune (68), koning van de Pedi.
- 25 - Friedrich Reinhold Kreutzwald (78), Estisch dichter

september
- 8 - Joseph Liouville (73), Frans wiskundige
- 23 - Friedrich Wöhler (82), Duits scheikundige
- 25 - Désiré Van Monckhoven (48), Belgisch fotografisch uitvinder
- 29 - Maria Pia van Bourbon-Sicilië (33), prinses der Beide Siciliën en hertogin van Parma

november
- 26 - Otto Theodor von Manteuffel (77), conservatief Pruisisch staatsman

december
- 6 - Anthony Trollope (67), Engels schrijver
- 20 - Alice de Chambrier (21), Zwitsers schrijfster en dichteres
- 27 - Giovanni Losi (44), Italiaanse katholieke priester en missionaris

## Weerextremen in België
- 17 januari: Hoogste luchtdruk ooit in Ukkel: 1048 hPa.
- januari: januari met hoogste luchtdruk: 1030,4 hPa (normaal 1017 hPa).
- 26 maart: hoogste etmaalsom van de neerslag ooit op deze dag: 29.2 mm. Dit is de natste dag ooit in de maand maart.
- 12 juni: laagste etmaalgemiddelde temperatuur ooit op deze dag: 8,9 °C.
- 15 juni: laagste etmaalgemiddelde temperatuur ooit op deze dag: 9,5 °C.
- 27 juni: hoogste etmaalsom van de neerslag ooit op deze dag: 27,8 mm.
- 15 september: laagste etmaalgemiddelde temperatuur ooit op deze dag: 7,4 °C en laagste minimumtemperatuur: 4 °C.
- 31 december: hoogste etmaalsom van de neerslag ooit op deze dag: 12,6 mm.

Bron: KMI Gegevens Ukkel 1901-2003  met aanvullingen 